# Ekonyheter
Sveriges Radios nyhetsredaktion, Ekot, sänder flera nyhetsprogram: det korta, sammanfattande Ekot ofta varje hel timme, och de längre sändningarna Morgonekot, Lunchekot, Ekot kvart i fem (som tidigare hette Dagens eko kvart i fem, se nedan) samt Kvällsekot.
Dagens eko sändes första gången 1937.:12m15s I början hade Tidningarnas telegrambyrå monopol på renodlad nyhetsförmedling i radio, och Dagens eko var inriktat på att på andra sätt behandla dagsaktuella frågor av aktuellt intresse, med till exempel intervjuer. Namnet var inspirerat av en tysk förlaga, och symboliserade hur programmet försökte ge en återklang av det som sagts och gjorts under dagen. Sedan 2023 har namnet Dagens Eko övertagits av en podd med samma namn.
Medlemmar ur Ekoredaktionen har flera gånger vunnit både Stora journalistpriset och Guldspaden.

## Historik

### Dagens Eko
Programpunkten Dagens eko sändes första gången den 1 oktober 1937. Programmet började efter TT:s nyhetssändning klockan 19 och innehöll en intervju med utrikesminister Richard Sandler som samma dag kommit hem till Sverige efter ett besök vid Nationernas förbund i Genève.
Namnet lånades från den tyska radions aktualitetsprogram, Echo des Tages, och ville markera hur programmet vill ge en återklang, ett ’eko’, av det som sagt och gjorts under dagen. Radiomannen Carl-Åke Wadsten, som var ansvarig för programpunkten, hade tidigare under året gjort studiebesök i Storbritannien och Tyskland för att få idéer till förnyelse av Radiotjänsts nyhetsverksamhet.
Dagens eko var dock inget renodlat nyhetsprogram. Tidningarnas telegrambyrå hade ännu det uttalade uppdraget att stå för nyhetsförmedlingen i svensk radio. Dagens ekos roll var istället ”att behandla olika dagsaktuella frågor av allmänt intresse”. I en programförklaring nämnde Wadsten ”…till exempel en liten intervju med en berömd utlänning på besök i Sverige, ett kort reportage från en nyöppnad utställning eller kongress eller om någon märkligare dagshändelse”. Dagens eko hade inledningsvis tre medarbetare som tillhörde Radiotjänsts ”talavdelning”.
Dagens eko utvecklades med tiden, speciellt under andra världskriget, till att bli mer och mer inriktat på nyhetsrapportering, även om TT formellt hade ett monopol på den rena nyhetsförmedlingen. År 1963 blev den dåvarande Nyhetsredaktionen en självständig enhet, och sex år senare bytte denna namn till Ekoredaktionen.
År 1960 ändrades sändningstiden för Dagens eko till 18.30. Därefter utökades längre nyhetssändningar, år 1963 med Lunchekot och år 1965 med Morgonekot. Senare flyttades huvudsändningen till klockan 16.45 och 17.45, Ekot kvart i fem, som också sänds SR P4, och som tidigare kallades Dagens eko eller Dagens Eko kvart i fem.
Sedan 24 februari 2023 är "Dagens eko" namnet på en podd, där varje avsnitt är en fördjupning av en aktuell nyhetshändelse. på en podd,:12m15s Podden sänds även i P1 på vardagseftermiddagar.

## Innehåll

### Priser
Programmen och redaktionsmedlemmar har flera gånger vunnit journalistiska priser:

#### Stora journalistpriset
Stora journalistpriset är ett pris som sedan 1966 delas ut av Bonnier AB, och har tilldelats följande redaktionsmedlemmar:
- 1981: Agneta Ramberg
- 1987: Jan Mosander, Börje Remdahl, Thorbjörn Spängs, delat pris
- 1988: Inger Arenander och Thomas Hempel, delat pris
- 1990: Titti Nylander
- 1996: Bengt Therner
- 2012: Årets avslöjande: Daniel Öhman och Bo-Göran Bodin, för Ekot-reportaget ”Saudiaffären”
- 2018: Årets berättare: Daniel Velasco (Ekot) och Robert Barkman, för P1-dokumentären[förtydliga] ”Hästgården”
- 2022: Ginna Lindberg

#### Guldspaden

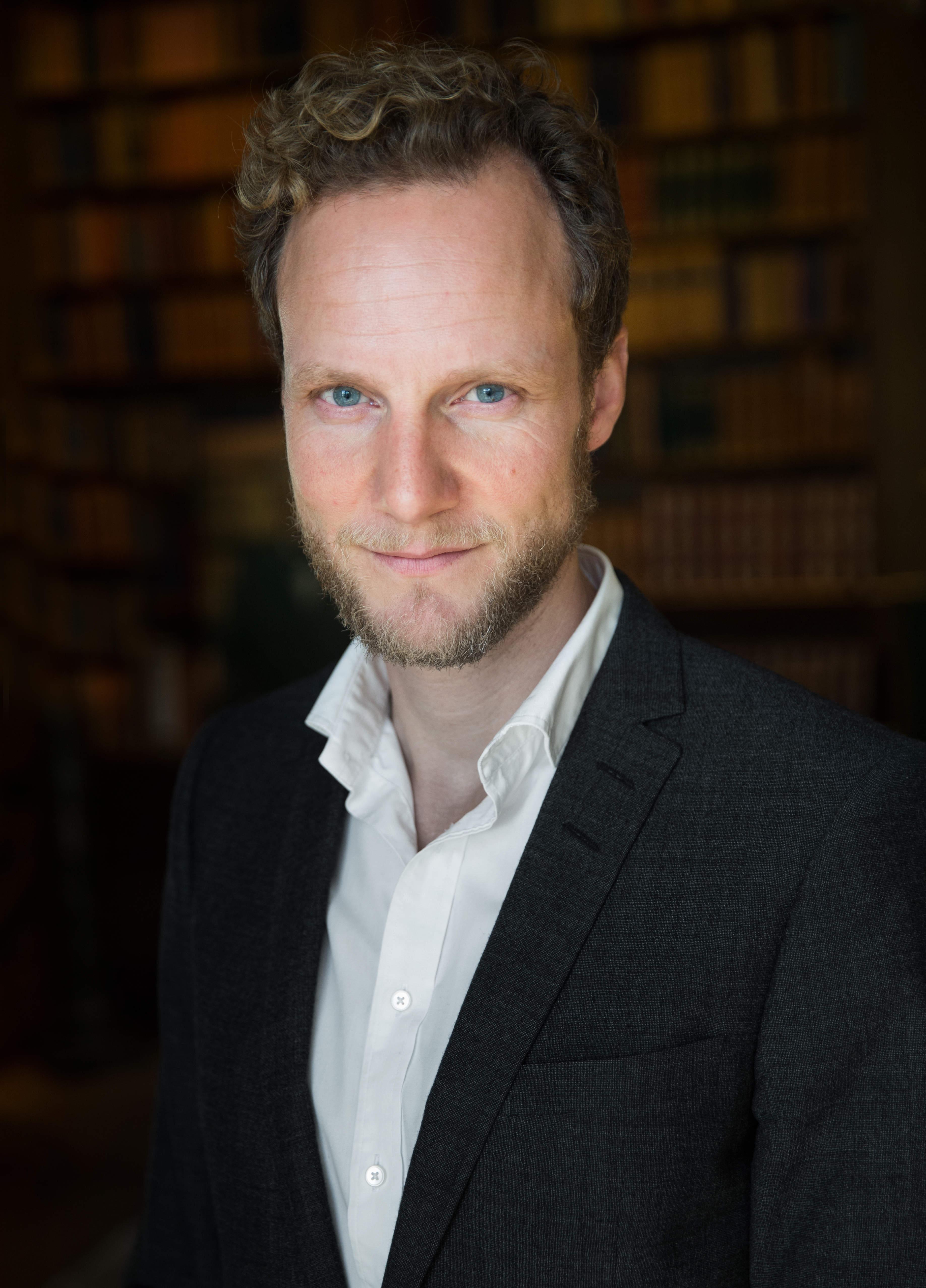
Bo-Göran Bodin har tilldelats både Stora journalistpriset och flera gånger Guldspaden för reportageserier i Ekot

Föreningen Grävande Journalister har delat ut sitt pris Guldspaden för följande undersökande reportage och reportageserier i Ekot, alla i kategorin ”Riksradio”:
- 1992: Christer Larsson, för ett reportage om det svenska dubbelspelet kring neutraliteten
- 1994: Christer Larsson, reportageserien "Mutor i klassnings-sällskapen".
- 1996: Bengt Therner, reportageserie från Nord-Korea
- 1998: Björn Häger och Daniel Värjö, "KK-stiftelsen"
- 2003: Nuri Kino, Jenny Nordberg och Margita Boström, "Tolkar och spioner".
- 2004: Bo-Göran Bodin och Daniel Velasco, "Riksdags-ledamöternas ersättningar"
- 2007: Daniel Öhman, "Ericssons agenter"
- 2008: Anna Jaktén, Bo-Göran Bodin, Sanna Klinghoffer, "I statens förvar", SR Kaliber/SR Ekot
- 2009: Daniel Öhman, Malin Olofsson, "Grisindustrin"
- 2010: Bo-Göran Bodin, "Fallet Johan"
- 2011: Bo-Göran Bodin, "Terrorhotet mot Göteborg"
- 2012: Daniel Öhman och Bo-Göran Bodin, "Saudiaffären"

### Kritik
Medarbetaren Thomas Nordegren har i sitt program Nordegren & Epstein öppet kritiserat Sveriges Radios program Ekonyheterna och Studio Ett för att nästan aldrig rätta felaktigheter i sina program.

## Signatur
Den välkända signalen, så kallat Eko-pling, spelas före varje sändning. Den liknar signalen som sändes för första gången av den amerikanska stationen WSB på 1920-talet. Jingeln skapades av ljuddesignern Jan-Eric Bergstrandh (1936–2018).